# Chotowa
Chotowa – wieś w Polsce położona w województwie podkarpackim, w powiecie dębickim, w gminie Czarna.
Chotowa jest siedzibą rzymskokatolickiej Parafii Matki Bożej Bolesnej należącej do dekanatu Dębica Zachód w diecezji tarnowskiej.
W latach 1975–1998 miejscowość administracyjnie należała do województwa tarnowskiego.
Integralnymi częściami Chotowej są::
- Grabiec – identyfikator statystyczny 0816055
- Hamernia – identyfikator statystyczny 0816061
- Kąty – identyfikator statystyczny 0816078
- Słupie – identyfikator statystyczny 0816084
- Wolakówka – identyfikator statystyczny 0816090

## Historia

### Historia OSP
We wsi od 1912 roku działa Ochotnicza Straż Pożarna.
Została ona założona przez Marcina Plutę i liczyła 12 członków.
W okresie międzywojennym OSP posiadała sikawkę ręczną która uległa zniszczeniu podczas działań wojennych we wrześniu 1939 roku. W okresie wojny jednostka zawiesiła swoją działalność. Wznowiła ja w dopiero w latach 1948/49 dzięki staraniom Jana Kutrzuby ówczesnego sołtysa Chotowej. OSP liczyła w tym czasie 18 członków czynnych.

### Historia miejscowości
Wieś została założona prawdopodobnie koniec XIII w. lub na początku XIV w. Pierwsza wzmianka o miejscowości pojawia się jednak dopiero w 1419 roku kiedy to Chotowa wraz z sąsiednią Głowaczową należała do dominium Gryfitów. Pierwszymi znanymi właścicielami Chotowej byli bracia Jan i Mikołaj którzy zwali się Chotowscy, Kotowscy, a także Kotkowscy, natomiast sama wieś była w tym czasie znana pod nazwą Kotowej. W ciągu kolejnych wieków Chotowa była przedmiotem licznych przetargów i procesów rodzinnych. Historia wsi była związana aż do 1945 roku z właścicielami dworu najpierw na Słupiu, a później w Przyborowiu.
W 1728 roku właścicielem dworu na Słubiu i zabudowań folwarcznych w Przyborowiu została rodzina Pietruskich. W tych właśnie czasach Przyborów pojawia się jako samodzielna wioska. W 1818 roku Chotowa wraz Słupiem i Przyborowiem była już własnością rodziny Bobrownickich. Dzięki ślubowi Tekli Bobrowskiej z Hrabią Hieronimem z Pasławić własność ziemska przeszła w ręce rodziny Ankwiczów. W 1825 roku dziedzic Przecławia – Dominik hr Rey Oksza (potomek Mikołaja Reya z Nagłowic) – poślubiając Katarzynę Ankwiczównę stał się właścicielem Słupia – najstarszej części Chotowej. W 1932 roku właścicielami Chotowej zostali Helena z Reyów Jabłonowska i jej mąż książę Józef Jabłonowski. Byli oni właścicielami majątku aż do jego przejęcia przez państwo w 1945 roku.
W czasie walk sierpień 1944 – maj 1945 Chotowa została spalona i zniszczona w 80%.
Po wojnie nastąpiła jej odbudowa i powolny rozwój. Na początku lat 60. XX wieku pojawił się prąd elektryczny. Dopiero pod koniec XX wieku wieś została stelefonizowana i zgazyfikowana oraz otrzymała wodociąg. W 2005 roku duża część wioski została skanalizowana.
Wraz z wstąpieniem do Unii Europejskiej pojawił się problem masowego wyjazdu młodych ludzi za granicę w poszukiwaniu lepszej przyszłości i dobrej pracy, której na Podkarpaciu nie można znaleźć.

## Uwarunkowania geograficzne
- budowa geologiczna

Gmina Czarna w tym Chotowa położona jest na Płaskowyżu Tarnowskim. Wysoczyzna Tarnowska jest to region naturalny w południowo-wschodniej Polsce. Zalicza się go jako część Kotliny Sandomierskiej. Płaskowyż położony jest pomiędzy dolinami Dunajca (na zachodzie), a Wisłoki (na wschodzie). Wysoczyzna zajmuje powierzchnię około 995 km².Obszar zbudowany jest z osadów morskich wieku mioceńskiego, przykrytych glinami i piaskami czwartorzędowymi. W obręb regionu włączany jest też leżący nieco niżej odcinek Pradoliny Podkarpackiej, oddzielający Płaskowyż Tarnowski od Pogórza Ciężkowickiego. Przeważa użytkowanie rolnicze. Na południowej części Płaskowyżu Tarnowskiego położona jest Chotowa.
- klimat

Klimat lokalny i mikroklimat obszarów wsi Chotowa cechują na ogół korzystne warunki klimatyczne. Położenie miejscowości na styku dwóch jednostek geomorfologicznych: Kotliny Sandomierskiej i Pogórza Karpackiego ma zasadniczy wpływ na kształtowanie się warunków klimatycznych tego obszaru. Stan pogody zależy w dużej mierze od częstotliwością napływu mas powietrza, z którego 60% stanowią masy powietrza polarno-morskiego.
Średnia roczna temperatura powietrza wynosi w Chotowej około 8 °C. Najwyższe średnie temperatury miesięczne notowane są w lipcu i wynoszą 18 °C, a najniższe w lutym (wynoszą –3 °C).
Dla Chotowej ogromne znaczenie (jako wsi turystycznej) ma liczba dni o wysokich temperaturach. Średnia roczna liczba dni o temperaturach poniżej –10 °C wynosi w Chotowej 23 dni.
- gleby

We południowo-wschodniej części wsi w dolinie Wisłoki występują obszary z przewagą łąk i pastwisk. W gruntach ornych przeważają gleby klasy IV-tej, żytnio – ziemniaczane, wytworzone na podłożu piaszczystym. W dolinach rzek (Wisłoki i Potoku Chotowskiego) oraz na obszarach występowania glin zwałowych, oraz na iłach trzeciorzędowych występują częściowo gleby klas IIIb

## Ludność
Liczba ludności w roku 2006 wyniosła 618, a średnia gęstość zaludnienia to 56 os./km². Ogólnie obecnie obserwuje się wyraźny spadek zatrudnienia ludności Chotowej w rolnictwie. Duży odsetek mieszkańców tego sołectwa pracuje w dużych zakładach przemysłowych takich jak firma oponiarska T.C. Dębica czy fabryka farb „Śnieżka”. Z roku na rok przybywa także osób utrzymujących się z turystyki (zakładane są nowe sklepy, a gospodarstwa oferują noclegi) Coraz mniejsza opłacalność produkcji rolnej doprowadziła do powstania zjawiska bezrobocia utajnionego na wsi. Często jedynym źródłem dochodu są emerytury lub renty najstarszych członków rodziny. Gwałtowny przyrost ludności, który nastąpił w okresie powojennym spowodował odmłodzenie ludności Chotowej. Późniejszy systematyczny spadek przyrostu naturalnego sprawił i sprawia, że ludność miejscowości powoli starzeje się. Mimo że Chotowa w dalszym ciągu jest miejscowością ludzi młodych (ponad 50% ludności nie przekroczyło 40 roku życia), tym niemniej udział grupy produkcyjnej stopniowo maleje, natomiast wzrasta udział grupy poprodukcyjnej.
W ostatnich dwóch latach liczba ludności Chotowej nieznacznie uległa pomniejszeniu (z 671 spadła do 618), jest to spowodowane przede wszystkim narastającą ilością migracji ekonomicznej (wielu mieszkańców wsi wyjechało poszukiwać pracy do Włoch i USA).

## Infrastruktura techniczna
- zaopatrzenie w wodę

Na terenie sołectwa funkcjonuje wodociąg grupowy zasilany z ujęcia wody w Chotowej. Ujęcie
wody składa się z trzech studni głębinowych o maksymalnym poborze wody na godzinę 48 [m³/h] i maksymalnym poborze dobowym – 1152 [m³/d].
Woda nie wymaga uzdatniania ani dezynfekcji. Istnieje możliwość chlorowania wody.
- kanalizacja

Kanalizacja wsi realizowana była w roku 2004. Zrzut ścieków z 75% skanalizowanych gospodarstw domowych następuje do wybudowanej, w roku 2003 oczyszczalni ścieków w pobliskiej miejscowości – Głowaczowej.
Inwestycja realizowana była w ramach środków Unii Europejskiej- programu „Sapard”.
- utylizacja odpadów stałych

Odpady komunalne i segregowane z obszaru sołectwa Chotowa wywożone są na podstawie umowy z Zakładem Gospodarki Komunalnej w Paszczynie.
- energetyka

Chotowa jest zelektryzowana w 100%. Nie ma gospodarstwa, które byłoby pozbawione prądu. Usługi energetyczne wykonuje spółka akcyjna ENION. Prąd elektryczny jest dostarczany z elektrowni w Połańcu.
- telekomunikacja

Sołectwo Chotowa obsługiwana jest przez dwie sieci telekomunikacyjne Telekomunikację Polska S.A. i Telnet S.A Dębica. W roku 2005 w sołectwie miała zostać wybudowana wieża z nadajnikami sieci telefonii komórkowej GSM, jednak poprzez protesty i apele miejscowej ludności, która obawiała się szkodliwego oddziaływania nadajników pomysł budowy wieży zaniechano.
- komunikacja

Przez tereny sołectwa Chotowa przebiegają dwie drogi powiatowe:
- Pilzno – Chotowa – Róża
- Przecław – Chotowa

oraz gminne:
- Chotowa przez wieś k. Wisłoki o nr. ewid. 00 6214 R
- Chotowa Słupie o nr. ewid. 00 6215 R

## Atrakcje
- Centrum Kulturalno-Informacyjne
- Grota Matki Boskiej obok kościoła parafialnego
- Rezerwat przyrody „Torfy”
- Ośrodek Wypoczynkowo-Szkoleniowy „Grand” Chotowa

## Sąsiednie miejscowości
Grabiny, Głowaczowa, Przyborów, Żdżary, Lipiny, Podgrodzie